# Bandiera delle Hawaii
La bandiera delle Hawaii (in inglese: Flag of Hawaii, in hawaiano: Ka Hae Hawaiʻi) è antecedente all'adesione dello Stato agli Stati Uniti.
Essa infatti è la stessa bandiera del regno, del protettorato, della repubblica, del territorio e, in ultimo, dello stato delle Hawaii. È inoltre l'unica bandiera statunitense ad aver raffigurata l'Union Jack, pur non essendo mai state le isole sotto la giurisdizione britannica.

## Disegno
Come detto, la bandiera delle Hawaii ha nel cantone in alto a sinistra la bandiera del Regno Unito (Union Jack). Le bande orizzontali di colore blu, rosso e bianco, che rappresentano le otto maggiori isole che compongono lo Stato, hanno, partendo dall'alto, il seguente ordine: bianco, rosso, blu, bianco, rosso, blu, bianco, rosso.

## Origine
Ci sono varie versioni sull'origine esatta della bandiera. Una versione sostiene che il capitano George Vancouver regalò la bandiera del Regno Unito al re Kamehameha I in segno di amicizia da parte del re Giorgio III.
Un consigliere del Re osservò che adottare l'Union Jack come bandiera, rischiava di coinvolgere le Hawaii in un conflitto internazionale in quanto viste come un alleato dei britannici. Il re accolse l'osservazione e non la usò come bandiera.
Durante la Guerra del 1812 Kamehameha fece esporre la bandiera degli Stati Uniti fuori dalla sua casa, ma venne costretto a ritirarla dopo le vibranti proteste degli ufficiali britannici.
Il re allora ordinò la creazione di una propria bandiera per evitare conflitti. Il risultato fu l'odierna Ka Hae Hawai'i, un misto tra la bandiera britannica e quella statunitense.

Nel 1842, tuttavia, un conflitto con i britannici fu sfiorato lo stesso, in particolare a causa dell'iniziativa di Lord George Paulet, comandante della marina inglese. A causa di alcune presunte ingiustizie di cui il governo hawaiano si sarebbe reso artefice nei confronti dei cittadini britannici residenti sull'isola, Paulet decise di passare all'azione, inviando un drastico ultimatum al re Kamehameha III:
"Ho l'onore di avvisarvi che la nave di Sua Maestà Britannica Carysfort, sotto il mio comando, si prepara ad attaccare questa città [Honolulu n.d.r..] alle quattro del pomeriggio di domani (sabato) nel caso in cui le richieste che ho sottoposto al re di queste isole non vengano accolte entro quell'ora".
Per evitare lo scontro, il re Kamehameha decise di assecondare Paulet nelle sue richieste, tra le quali quella di issare l'Union Jack su tutte le isole delle Hawaii. La situazione rimase invariata per cinque mesi, finché il superiore di Lord Paulet, il contrammiraglio Thomas Cochrane, non si presentò personalmente ad Honolulu, degradò pubblicamente Paulet e il suo operato, e si scusò con il re da parte della Corona britannica. Un anno più tardi, il governo britannico riconobbe ufficialmente la sovranità hawaiana sull'arcipelago, e le relazioni tra i due Paesi rimasero buone, al punto che nessuno nelle Hawaii sentì la necessità di sostituire la vecchia bandiera.  

## Bandiera del Governatore
Il governatore delle Hawaii ha una propria bandiera che consiste in un bi-colore blu e rosso a bande orizzontali, con al centro la scritta HAWAII contornata da otto stelle bianche.

## Bandiere storiche

Bandiera delle Hawaii (1816-1845)
Bandiera del Governatore delle Hawaii (prima del 1959)